# Cophyla mavomavo
Cophyla mavomavo es una especie de anfibio anuro de la familia Microhylidae. Es endémica del nordeste de Madagascar, de un pequeño área en la región de Sava entre los 875 y 975 m de altitud. Se encuentra amenazada de extinción por la pérdida de su hábitat natural.